# The Hard Man
The Hard Man  (Brasil: Desforra Fatal  ) é um filme estadunidense de 1957, do gênero faroeste, dirigido por George Sherman, roteirizado por Leo Katcher , baseado no livro de sua autoria, música de Mischa Bakaleinikoff. Foi o último em que participou Leah Baird.

## Sinopse
Um xerife é envolvido em romance com a mulher de seu principal oponente, um corrupto rancheiro.

## Elenco
- Guy Madison ....... Steve Burden
- Valerie French ....... Fern Martin
- Lorne Greene ....... Rice Martin
- Barry Atwater ....... George Dennison
- Robert Burton ....... Sim Hacker
- Rudy Bond ....... John Rodman
- Trevor Bardette ....... Mitch Willis
- Renata Vanni ....... Juanita